# Irtis
Az Irtis (oroszul Иртыш [Irtis],  kazakul Ertis / Эртiс,  kínaiul 额尔齐斯河, Erqisi) folyó Ázsiában, Szibériában, az Ob legnagyobb, bal oldali mellékfolyója. Kína északnyugati részén, Kazahsztán Kelet-Kazahsztáni és Pavlodari területén, valamint Oroszország Omszki, Tyumenyi területén és Hanti–Manysi Autonóm Körzetén folyik keresztül.

## Neve
Nevének eredete nem tisztázott, legrégebbi írott alakja az ótörökből ismert Ertiš.

## Földrajz
A folyó hossza 4248 km, vízgyűjtő területe 1 643 000 km². Felső folyásának vízgyűjtője az Altaj hegységrendszerben fekszik, a vízgyűjtő terület nagyobbik része a sztyepp és az erdős sztyepp övezetbe, alsó folyásának egy kisebb része a tajga övezetbe tartozik.
A Mongol-Altaj hegyeiben kb. 2500 m magasságban, kínai területen ered, itteni folyását Fekete-Irtisnek (Kara-Irtis) nevezik. A Fekete-Irtis nagy  deltát képezve a kazahsztáni Zajszan-tóba torkollik, ide fut le a környező hegyek többi folyója is. A tóból eredő és északnyugat felé tartó Irtisen több, bővizű mellékfolyóinak energiáit is hasznosító vízerőmű létesült. A hegyek közül kiérve, Szemipalatyinszk várostól előbb a száraz kazah sztyeppen, majd a nagy kiterjedésű Nyugat-szibériai-alföldön folytatja útját. A sztyepp övezetben kb. 1000 km-en át, Omszk városáig egyetlen jelentékeny mellékfolyója sincs. Omszk alatt az erdős sztyepp-, majd a tajga övezetbe érve folyása lelassul, völgye kiszélesedik, medre bizonytalanná válik, számtalan mellékágat alkot. Ezen a szakaszon veszi fel legnagyobb mellékfolyóját, a Tobolt, utána északra fordul és Hanti-Manszijszk városánál ömlik az Ob folyóba.
Nagy vízgyűjtő medencéjéhez képest vízhozama viszonylag csekély. Alsó folyásán, elsősorban a Tobol torkolata alatt válik igazán bővízű folyóvá, itt árterülete helyenként a 20 km-t is eléri. Tavaszi áradásai a felső szakaszon a hegyekben lévő hó olvadásától függően több hullámban érkeznek; középső és alsó szakaszát tavasztól ősz elejéig egyenletesen magas vízállás jellemzi. A folyó Omszk körzetében átlagosan 163 napra, az Isim torkolatánál 176 napra befagy. Omszk városában azonban a folyóba engedett nagy mennyiségű ipari szennyvíz miatt nem áll be a jég.
A torkolattól felfelé kb. 3800 km-en át, a Zajszan-tóig hajózható. A hajózásnak, különösen a folyami szállításnak itt igen nagy a gazdasági jelentősége, mivel a hatalmas területhez képest a közúti és vasúti hálózat fejletlen.

## Mellékfolyók
A felső szakaszon több kisebb, de bővizű mellékfolyót vesz fel, melyek vízgyűjtője az Altaj hegyeiben van:
- Buhtarma, Ulba, Ubu, Kaldzsir stb.

Középső folyásán nincsenek mellékfolyók, Omszktól észak felé haladva számuk egyre növekszik. A legnagyobbak:
- Jobb oldalon: Om (Omszk folyója), Tara, Sis, Gyemjanka.
- Bal oldalon: Isim, Vagaj, Tobol, Konda.

## Városok, víztározók
Városok Kazahsztánban:
- Öskemen/Uszty-Kamenogorszk
- Semej/Szemipalatyinszk
- Pavlodar

Városok Oroszországban:
- Omszk
- Tobolszk
- Hanti-Manszijszk

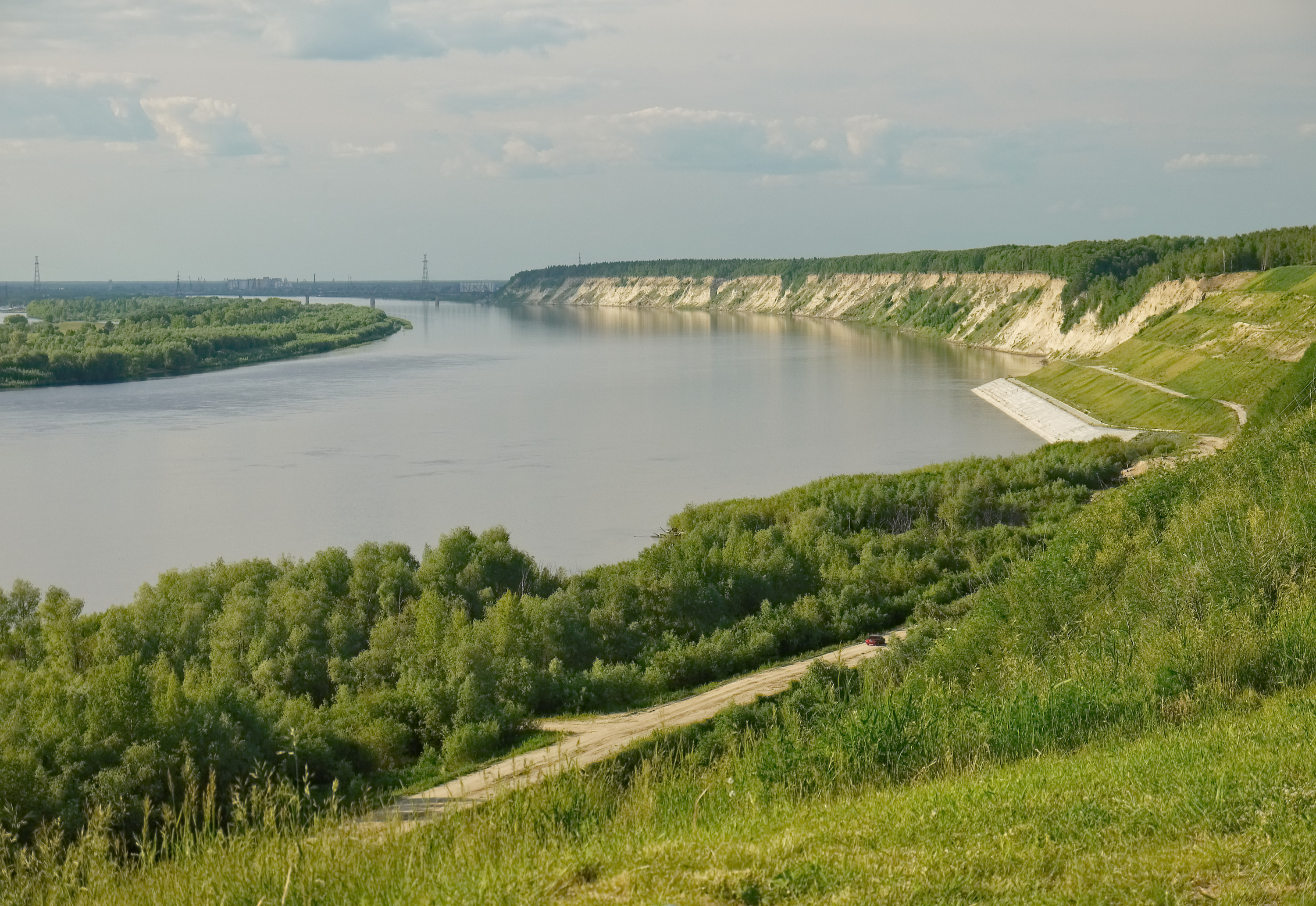
Az Irtis Tobolszknál

Az Irtis vizét Kazahsztánban a folyótól távol eső Karaganda város ellátására is használják. Kínában szintén egy kb. 300 km hosszú csatorna építését tervezik Karamaj város vízellátási gondjainak megoldására.

### Víztározók
A folyó felső szakaszán, Kazahsztánban több víztározót és vízerőművet létesítettek főleg az ottani nagy iparvárosok, Uszty-Kamenogorszk és Szemipalatyinszk víz- és áramellátására. Közülük legnagyobb a Zajszan-tóval gyakorlatilag egybeépített, óriási méretű Buhtarmai-víztározó és vízerőmű. A víztározó 1960-ban készült el: területe 5500 km², hossza 500 km, legnagyobb szélessége 35 km, tároló képessége 53 km³, közepes mélysége kb. 10 m. A víztározó tette lehetővé többek között a biztonságos teherhajózást a középső szakaszon egészen Omszkig.
A 21. század második évtizedében Oroszország Omszki területén újabb vízlépcső kiépítését tervezik.